# 吉野比弓
 吉野 比弓 （よしの ひゆみ）とは日本の子役、女優。

## 略歴
主に1960年代から1970年代(昭和40年代から昭和50年代)に映画、ドラマなどに出演、活動していた。

## 出演作

### 出演作(映画)
- 網走番外地 決斗零下30度(1967年4月公開)：チエ[1]
- 人妻椿(1967年6月公開)：矢野秋子[1]
- 二つのハーモニカ(1976年10月公開)：大原泰子[2]

### 出演作(テレビドラマ)
- 特別機動捜査隊（NET 1967年11月1日）第314回「アイデア夫人の場合」:マリ[3]
- チャコとケンちゃん(TBS 1968年4月4日)第1回「ぼくは、だあれ」[3][4]
- 河童の三平 妖怪大作戦(NET 1969年2月)第20話「怪妖盲魔」：鬼美[3][5]
- 丹下左膳(NET 1970年4月)第4話[3]
- 特別機動捜査隊(NET 1971年12月22日)第529回「日本の悲劇」:大林弘子[3]
- 好き!すき!!魔女先生(ABC 1972年3月19日) 第25話「死のネックレス」：ミドリ[3]
- 超人バロム・1（YTV 1972年5月28日） 第9話「冷血魔人クモゲルゲ」：マツミ
- イナズマン(NET 1974年1月)第16話「約束に向かって走れ」：レイコ[3]
- 忍者キャプター(東京12チャンネル1976年6月16日)第11話「毒ガス忍者は不死身」：ススムの姉(泉敬太の同級生) [6]
- ゆうひが丘の総理大臣(NTV系 1979年1月31日)第16話「友情って何でしょう」:女子高生グループの一人 [3]
- 特捜最前線(ANB系 1979年4月18日)第107回「射殺魔・1000万の笑顔を砕け！」:悠子(被害者の女子高校生) [3][7]

## 参考資料
1. 1 2  映画ドットコム
2. ↑  国立映画アーカイブ
3. 1 2 3 4 5 6 7 8 9  テレビドラマデータベース
4. ↑  放送ライブラリー
5. ↑  青林堂「河童の三平 妖怪大作戦 完全ファイル」2002年
6. ↑  忍者キャプター テVOL.1解説書
7. ↑  特捜最前線BEST SERECION BOX Vol.3解説書

| スタブアイコン | サブスタブ | この項目は、まだ閲覧者の調べものの参照としては役立たない、俳優（男優・女優）に関連した書きかけの項目です。この項目を加筆・訂正などしてくださる協力者を求めています（P:映画/PJ芸能人）。 |